# Konya (település)
Konya (görögül Ἰκόνιον (Ikónion), latinul Iconium) más nevein Koniah, Konieh, Konia vagy Qunia;  város Törökország anatóliai régiójában. Lakosainak száma 2000-ben 742 690, 2007-ben 967 055 fő volt. A város Konya tartomány székhelye.

## Éghajlat
| Hónap                                        | Jan.  | Feb.  | Már.  | Ápr. | Máj. | Jún. | Júl. | Aug. | Szep. | Okt.  | Nov.  | Dec.  | Év    |
| -------------------------------------------- | ----- | ----- | ----- | ---- | ---- | ---- | ---- | ---- | ----- | ----- | ----- | ----- | ----- |
| Rekord max. hőmérséklet (°C)                 | 17,6  | 23,8  | 28,9  | 34,6 | 34,5 | 36,7 | 40,6 | 39,0 | 37,2  | 31,6  | 27,0  | 21,8  | 40,6  |
| Átlagos max. hőmérséklet (°C)                | 4,6   | 6,8   | 11,7  | 17,5 | 22,2 | 26,6 | 30,1 | 30,1 | 25,9  | 19,8  | 13,0  | 6,5   | 18,0  |
| Átlagos min. hőmérséklet (°C)                | −4,2  | −3,3  | −0,2  | 4,3  | 8,5  | 12,5 | 15,7 | 15,5 | 10,9  | 5,7   | 0,7   | −2,3  | 5,4   |
| Rekord min. hőmérséklet (°C)                 | −28,2 | −26,5 | −16,4 | −8,6 | −1,2 | 1,8  | 6,0  | 5,3  | −3,0  | −11,0 | −20,0 | −26,0 | −28,2 |
| Átl. csapadékmennyiség (mm)                  | 37    | 29    | 29    | 32   | 44   | 25   | 6    | 5    | 12    | 30    | 32    | 42    | 322   |
| Havi napsütéses órák száma                   | 102   | 130   | 183   | 213  | 276  | 318  | 360  | 347  | 285   | 223   | 159   | 99    | 2695  |
| Forrás: Turkish State Meteorological Service |       |       |       |      |      |      |      |      |       |       |       |       |       |

## Történelme

### Ókor
A környéken folytatott ásatások szerint már a késő rézkorban is lakott terület volt, i. e. 3000 körül. I. e. 1500 környékén a hettiták befolyása alá került. Őket i. e. 1200-ban indoeurópai tengeri népek követték, akik közül az i. e. 8. században a phrügök alapítottak itt királyságot. Xenophón szerint Ikónion, ahogyan akkoriban hívták a települést, a phrügök utolsó városa volt. Később, i. e. 590 körül kimmer, majd a 6. század végén   perzsa uralom alá került. I. e. 333-ig a Perzsa Birodalom része volt, egészen addig, amíg Nagy Sándor le nem győzte III. Dareioszt. Nagy Sándor halála után a területet I. Szeleukosz Nikatór szerezte meg, a hellenizmus korában a pergamoni uralkodók alá tartozott. Mikor III. Attalosz, az utolsó pergamoni király gyermektelenül halt meg (Kr. e. 133), országát (ezen belül Anatóliát és a mai Konyát) a Római Köztársaságra hagyta. Claudius császár uralkodása idején (Kr. u. 41-54) a város nevét Claudioconiumra változtatták, Hadrianus idejében (117-138) pedig Colonia Aelia Hadrianaként ismerték.
Iconiumot az Apostolok cselekedetei szerint 47-ben, 50-ben és 53-ban Szent Pál és Szent Barnabás is meglátogatta. A Bizánci Birodalom idejében a várost többször is arab támadások érték a 7. és 9. század között.

### Szeldzsuk-korszak
A várost  a bizánciak után a manzikerti csatát követően 1071-ben a szeldzsukok hódították meg; 1097 és 1243 között Konya az Ikóniumi Szultánság (másképp Rüm) fővárosa volt. Ezen időszakban a várost kétszer is keresztesek támadták meg, 1097-ben és 1190-ben. A Konya nevet 1134-ben I. Meszúd adta a településnek.
Konya gazdagságának csúcsát a 12. század második felében érte el, amikor a szeldzsuk szultánok felszámolták a tőlük keletre fekvő bejségeket (beylik) és uralmukat egész Kelet-Anatóliára kiterjesztették. A szeldzsukok befolyásuk alatt tartottak számos földközi-tengeri és fekete-tengeri kikötőt is. Ez az „aranykor” a 13. század elejéig tartott.

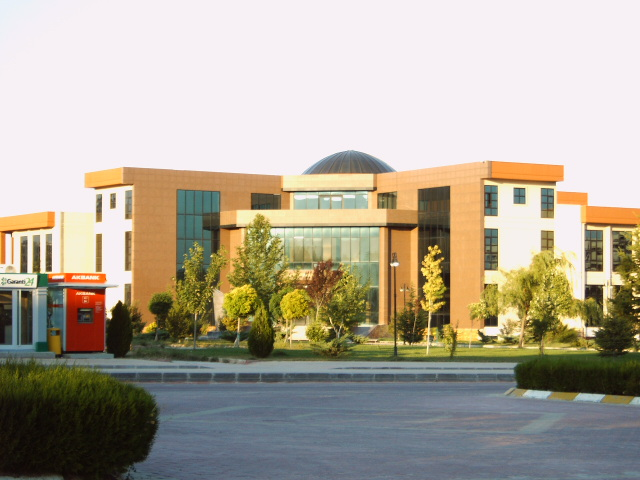
A Selçuk Egyetem könyvtárának épülete

1220-ra a várost megtöltötték a Hvárezmből menekülők, akik a Mongol Birodalom terjeszkedése miatt hagyták el a országukat. Alaaddín Kejkubad (1192-1237) szultán megerősítette a város védelmét és palotát emelt a citadella tetején. 1228-ban a szultán meghívására Bahá ad-Dín Valad és fia, a jeles filozófus Dzsalál ad-Dín Rúmí Konyában telepedtek le.
1243-ban a szeldzsukok elvesztették a Köse Dag-i csatát a mongolokkal szemben, aminek következményeképp a szultán a mongol uralkodó alávetettje lett. 1307-ben, a szeldzsuk szultanátus bukása után Konya emirátus lett, egészen 1322-ig, amikor a Karaman-dinasztia meghódította a területet. 1420-ban a város oszmán kézre került. 1453-ban Konya az oszmán Karaman tartomány székhelyévé vált.

### Oszmán korszak
1864-ben Konya az újonnan átszervezett közigazgatási rendszer értelmében a Konyai vilajet székhelye lett.
Az 1896-os népszámlálás szerint Konya lakossága valamivel több mint 40 000 fő volt, 42 318 muzulmán, 1566 keresztény örmény és 899 keresztény görög lakossal. A városban 21 mecset és öt templom volt található. Az 1910-es években olasz vasúti munkások számára emelt katolikus templom ma is áll.

## Kultúra

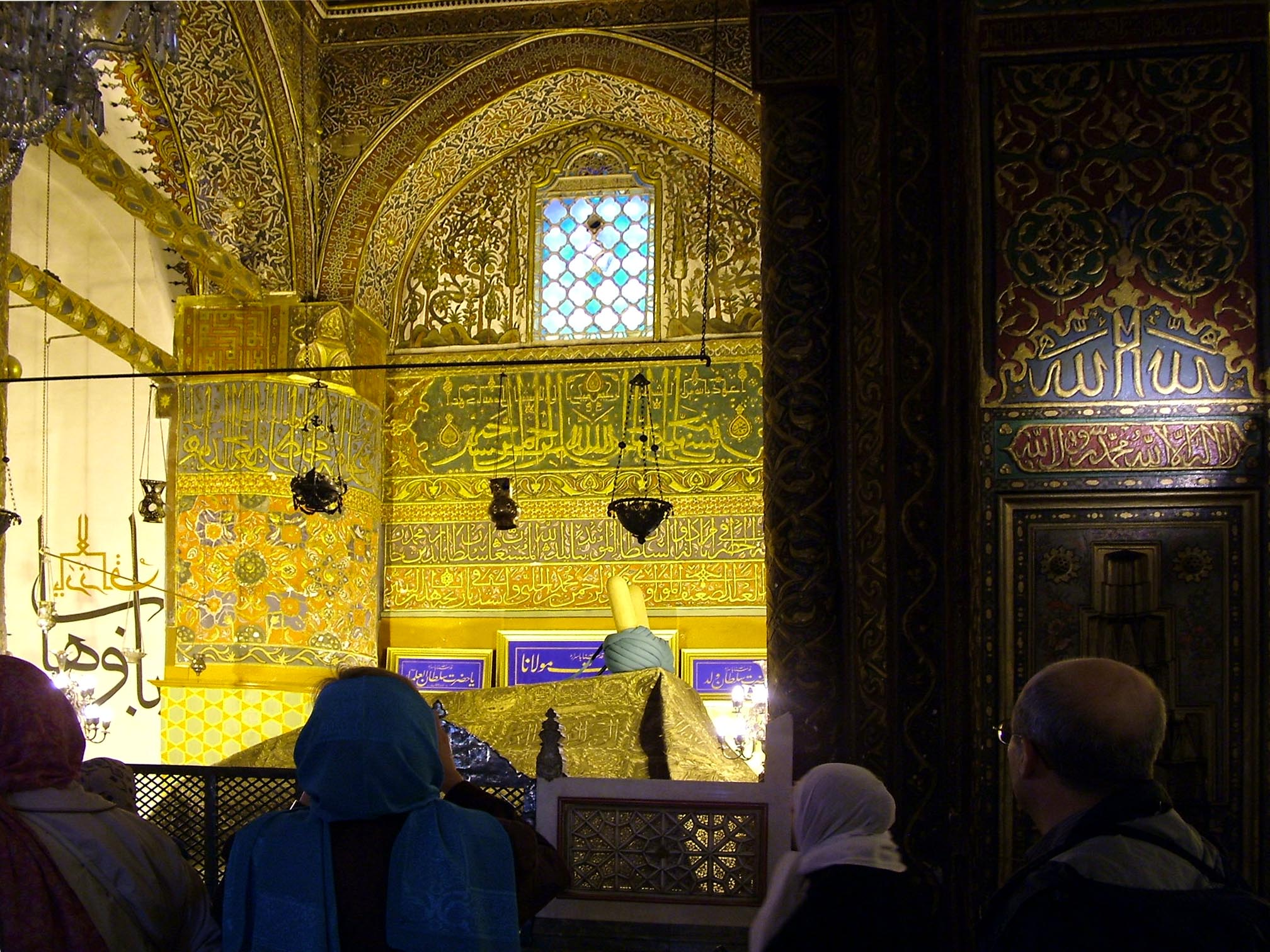
Dzsalál ad-Dín Rúmí sírja

- Konya oktatási életének központja a Selçuk Egyetem.
- A város legmagasabb épületeként számon tartott irodaépület a Selçuklu Kulesi (Szeldzsuk torony)

### Történelmi-kulturális látnivalói
Az építő- és iparművészet kedvelői Konyát a szeldzsuk művészet kincsestárának tekintik. Az ebből a korból származó alkotások a világkultúra egyedülálló értékei, napjaink művészettörténeti és idegenforgalmi kiadványainak elmaradhatatlan elemei. A város másfajta látványosságai és értékei a lüktető nagyvárosi élet kulturális-szórakozó szükségleteinek kielégítését szolgálják.
- Alaaddín-domb és egy ősi erőd maradványai
- Alaaddín-dzsámi (12-13. sz.)
- Karatay-medresze (1251), ma csempemúzeum
- Ince Minareli-medresze (1258-1279),
- Szelimije-dzsámi
- Mevlana Múzeum és kolostor: Dzsalál ad-Dín Rúmí emlékeivel
- Régészeti Múzeum
- Atatürk-ház és múzeum
- Koyonoğlu (magán)múzeum
- Sportcsarnok
- Polgári repülőtér (a NATO-bázis zárt intézmény)
- Műemlék temető a Mevlana-múzeummal szemben

## Testvérvárosok
- Szarajevó, Bosznia-Hercegovina (2007)[4]
- Toledo, Spanyolország
- Ráckeve, Magyarország (2022)